# Iliinka, Troițke
Iliinka (în ucraineană Іл'їнка) este un sat în comuna Novooleksandrivka din raionul Troițke, regiunea Luhansk, Ucraina.

## Demografie
Componența lingvistică a localității Iliinka
     Rusă (83,08%)
     Ucraineană (16,92%)
Conform recensământului din 2001, majoritatea populației localității Iliinka era vorbitoare de rusă (83,08%), existând în minoritate și vorbitori de ucraineană (16,92%).